# Abou Hafs al-Chahri
Abou Hafs al-Chahri (17 septembre 1981 - 11 septembre 2011), de son vrai nom Osama Hamud Gharman al-Chahri, est un islamiste saoudien. Membre d'Al-Qaïda, il était présenté comme le chef opérationnel de la nébuleuse au Pakistan. Son nom était inscrit sur la liste des « 85 terroristes les plus recherchés » par Riyad, publiée en 2009. 

## Biographie
Il naît le 17 septembre 1981 à Riyad.
Selon des sources américaines, il aurait rejoint Al-Qaida avant les Attentats du 11 septembre 2001. Au sein de la nébuleuse, Al-Chahri assurait la sécurité d'Oussama Ben Laden, le fondateur du réseau. Il était également chargé de l'entraînement de djihadistes.
Sous la direction d'Ayman al-Zawahiri, le  successeur d'Oussama Ben Laden, Abou Hafs al-Chahri, organisait la collaboration entre Al-Qaida et le  Tehrik-e-Taliban Pakistan (TTP), principale mouvance des talibans pakistanais dirigée par Hakimullah Mehsud. Il était le chef opérationnel présumé d'Al-Qaïda au Pakistan, bien que cela ne soit pas prouvé.

## Décès
Abou Hafs al-Chahri est mort le 11 septembre 2011 à la suite de l'attaque d'un drone américain dans les régions tribales du Pakistan (Nord-Waziristan). Son décès a été confirmé quelques jours après.